# نوبة توترية رمعية
النوبة التوترية الرمعية (Tonic-Clonic Seizure) أو نوبة الصرع الكبرى (grand mal seizure) هي من أنواع الصرع العام الذي يُؤثر علي المخ ككل. وهي من أكثر أنواع الصرع شيوعا، ويوجد اعتقاد بأنها النوع الوحيد، وهو اعتقاد خاطئ.

## الفيزيولوجيا المرضية
الاغلبية العظمى لحالات الصرع العام تكون غير معروفة الاسباب. إلا انه احيانا، تبدأ حالات الصرع العام في صورة صرع جزئي ثم تمتد لتشمل شقي المخ. قد يحدد مستوي وشدة حالة الصرع متغيرات عديدة مثل الإرهاق، نقص التغذية، قلة النوم أو الراحة، الضغط العصبي، السكري، وجود اضواء نيون أو زينون، مستوي السكر في الدم، التوتر وعوامل اخري عديدة.
في حالات الصرع، غلبا ما يتم العثور عن طريق الاشعة المقطعية، علي درجة من درجات التلف لعدد كبير من الخلايا العصبية، وهو ما يؤدي الي اطلاقهم اشارات بشكل غير طبيعي، مؤديا الي حالة الصرع.

## المراحل
تنقسم الحالة الي مرحلتين، مرحلة توترية ومرحلة رمعية، وغالبا ما يسبقها ما يسمي بالهالة aura [بحاجة لمصدر].

### الهالة[بحاجة لمصدر]
قد يشعر الشخص بالدوار أو بمشاعر غير طبيعية، تغيرات في الرؤية أو السمع وبعض الأعراض الاخري، وهي ما يعتبر حالة صرع جزئي بسيطة.
أيضا احيانا قد يفقد الشخص الإحساس بمن حوله ويبدأ بعمل حركات مكررة وغير ذات معني، فعند هذا يكون قد دخل في حالة صرع جزئي معقدة.
تحدث حالة الهالة لأن حالة الصرع التوترية الرمعية تبدأ غالبا في جزء منعزل من المخ، ثم تبدأ تدريجيا في الانتشار،
حتي يحدث فقدان الوعي وتبدأ حالة الصرع التوترية الرمعية.
يمكن ان تستمر حالة الهالة من دقائق معدودة الي بضع ساعات، الا ان بعض الاشخاص قد لا يعانون من كل الاعراض.

### المرحلة التوترية
يفقد الشخص الوعي بسرعة، وتتشنج العضلات في الجسم، مما قد يؤدي الي سقوط الشخص سواء كان واقفا أو جالسا.
تعتبر المرحلة التوتربة هي أقصر مرحلة في نوبة الصرع، وغالبا ما تستمر لبضع ثوان فقط. قد يصدر الشخص أيضا اصوات أو تأوهات،
بسبب اندفاع الهواء خارج الرئة.

### المرحلة الرمعية
تبدأ عضلات الشخص بالانقباض والاسترخاء بسرعة، مسببا تشنجات. وقد تتفاوت من شد بسيط عند الاطراف الي اهتزازات عنيفة للاطراف.
عادة ما تدور الاعين للخلف أو تغلق، واللسان قد يعاني من بعض الكدمات نتيجة تشنجات الفك. وأيضا قد تزرق الشفاه.
نتيجة للإجهاد البدني والعقلي، تعقب حالة الصرع، نوم وتنفس عميق. وأيضا غالبا ما يختبر الشخص فقدان ذاكرة وارتباك، ولكنه ما يلبث ان يتلاشي تدريجيا ويبدأ الشخص بادراك انه قد عاني من حالة صرع.